# 음력 12월 5일
음력 12월 5일은 음력 12월의 5번째 날이다.

## 문화
- 1970년 - 서울 남산 제1호 터널이 개통하다.
- 2000년 - 중화인민공화국 항저우 샤오산 국제공항 개항.

## 탄생
- 1991년 - 대한민국의 기상 캐스터 최현미.

## 같이 보기
- 음력 360일: 1월 2월 3월 4월 5월 6월 7월 8월 9월 10월 11월 12월
- 전날:12월 4일 다음날:12월 6일 - 전달:11월 5일 다음달:1월 5일
- 양력:12월 5일
- 음력, 윤달